# توماس فینک
 توماس فینک (انگلیسی: Thomas Fincke؛ زاده ۶ ژانویهٔ ۱۵۶۱ – درگذشته ۲۴ آوریل ۱۶۵۶) یک ریاضی‌دان و فیزیک‌دان اهل آلمان بود.

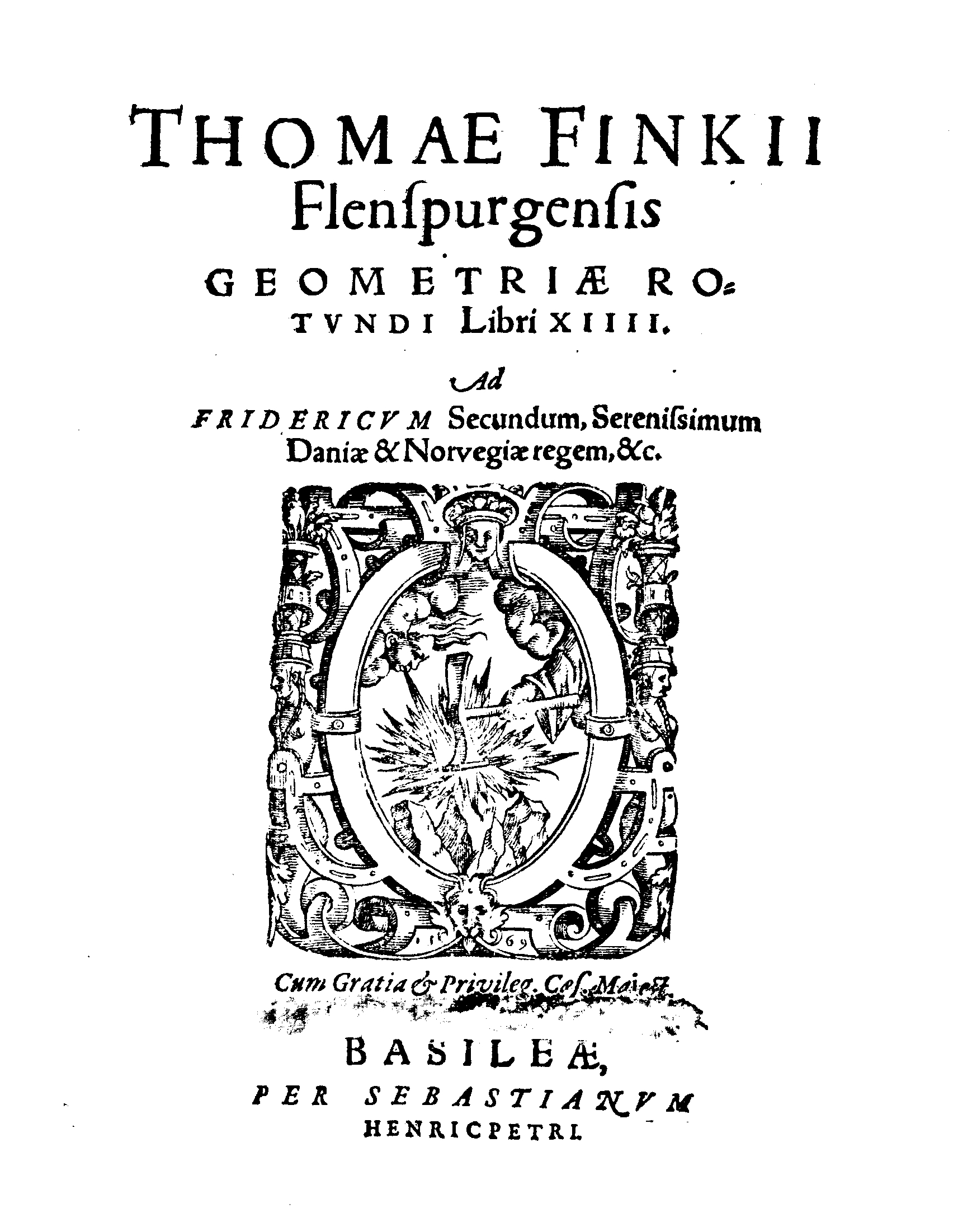
Geometriae rotundi libri XIIII, 1583